# Museum Ludwig
Museum Ludwig är ett tyskt konstmuseum för samtida och modern konst i Köln. Museet har en utställningsyta på 8000 m² och ligger i samma byggnad som stadens filharmoni. Förutom samtida konst ligger fokus på verk från tysk expressionism, rysk avantgarde, popkonst, abstrakt konst och surrealism. Museet har även Tysklands största Picassosamling.

## Bildgalleri

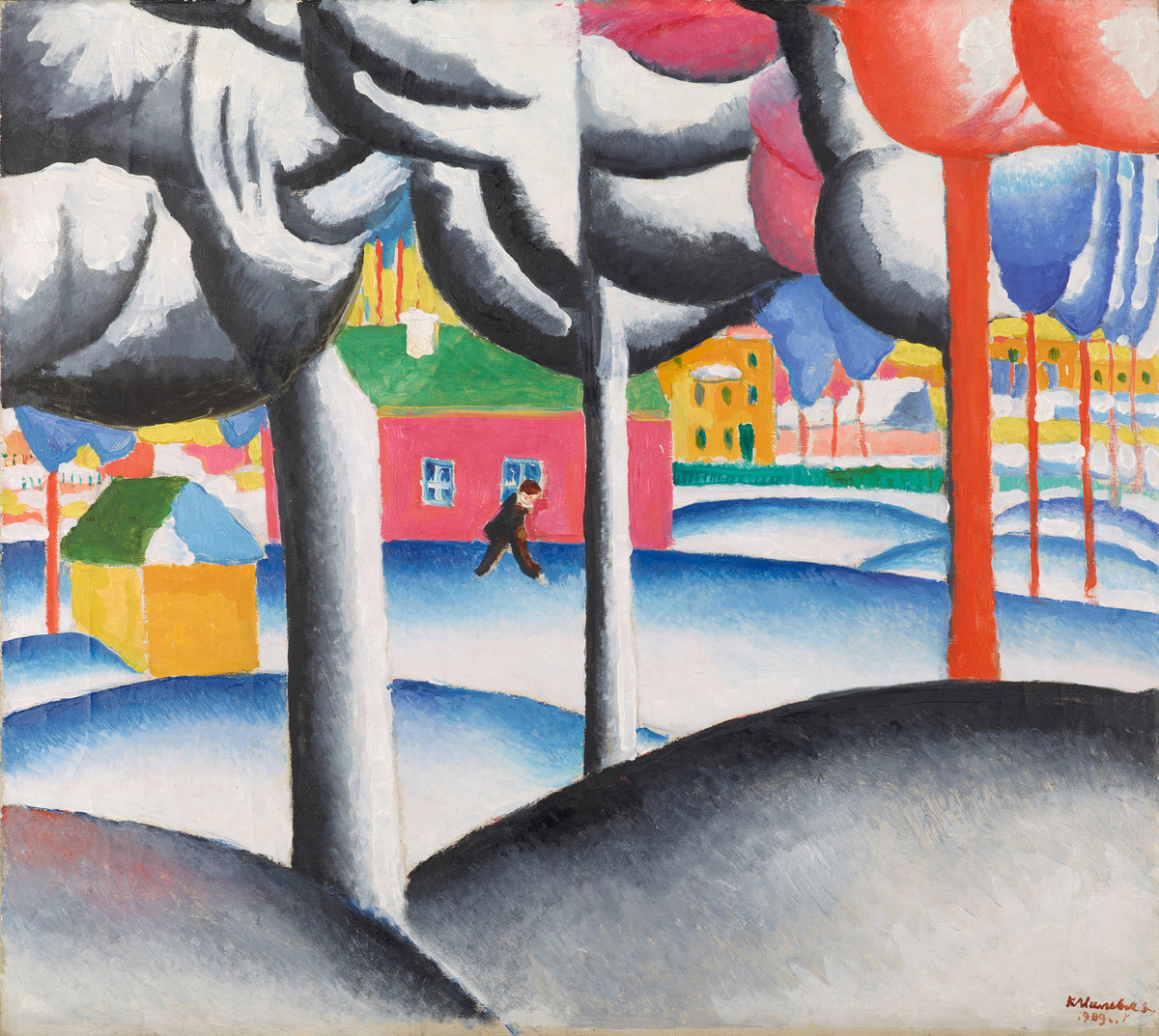
Kazimir Malevichs Vinterlandskap, 1909
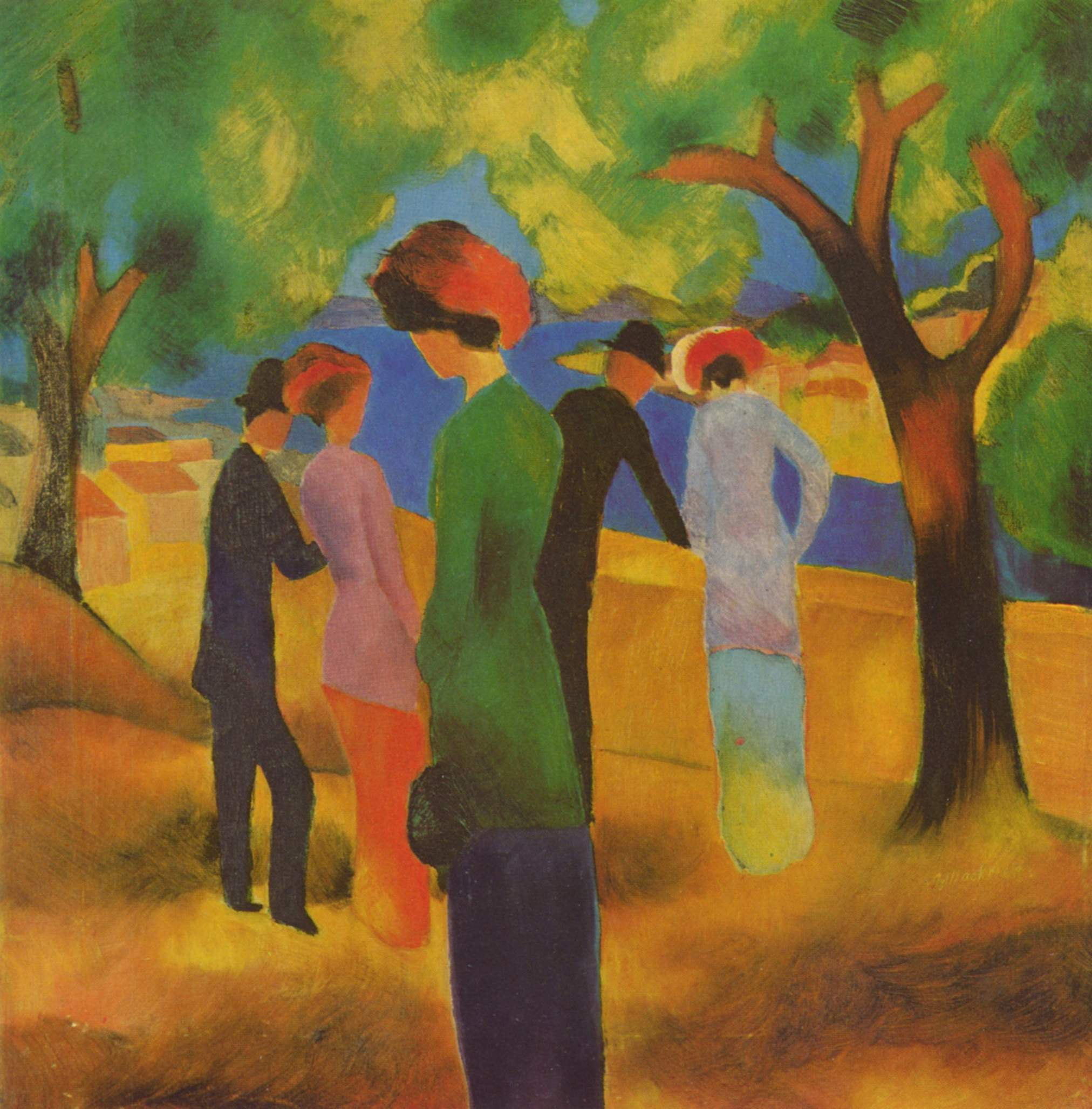
August Mackes Kvinna i grön dräkt, 1913
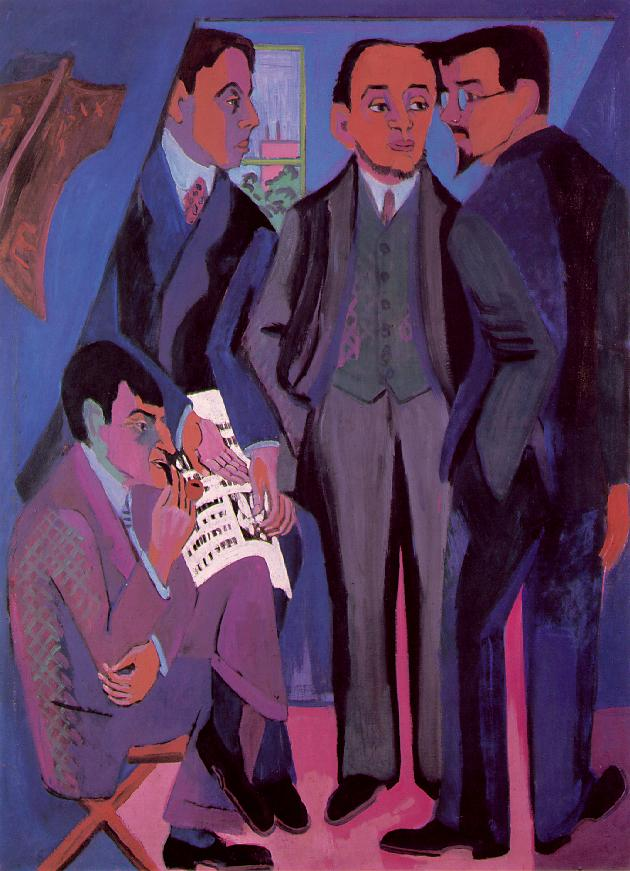
Ernst Ludwig Kirchners Eine Künstlergemeinschaft, 1927
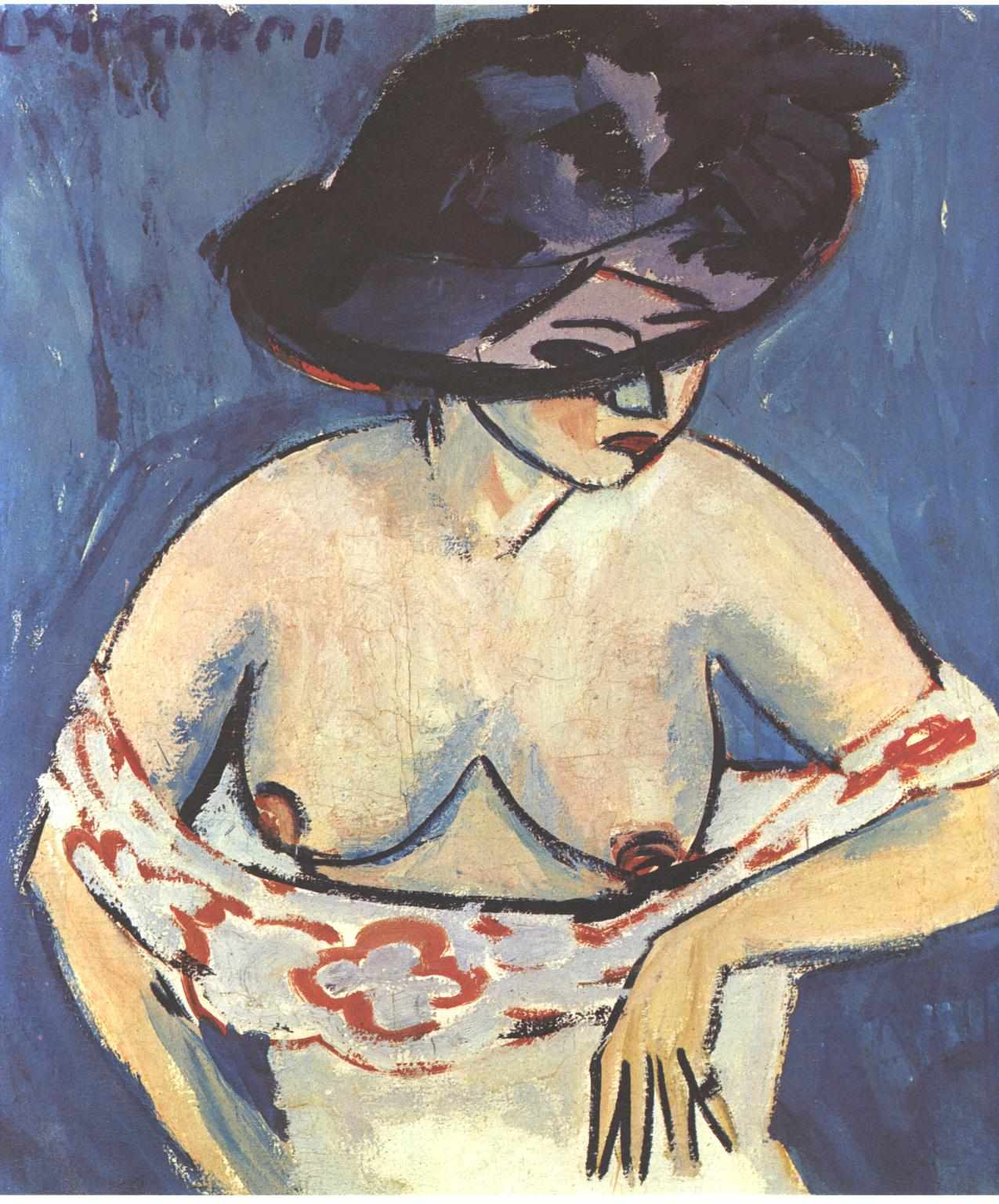
Ernst Ludwig Kirchners Weiblicher Halbakt mit Hut, 1911
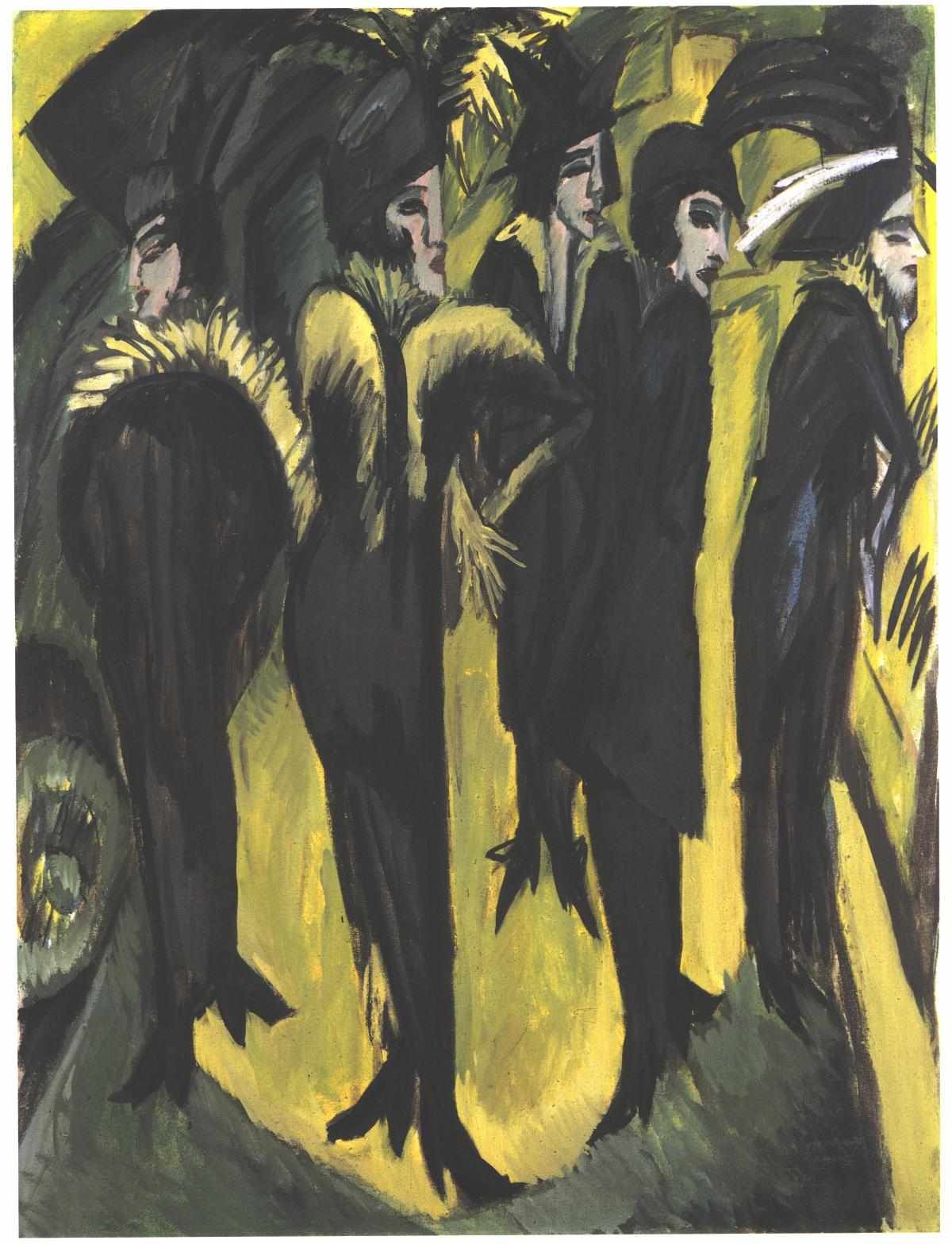
Ernst Ludwig Kirchners Fünf Frauen auf der Strasse, 1913
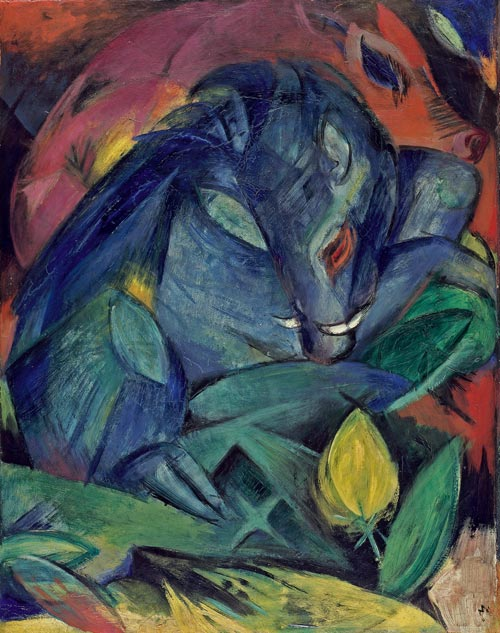
Franz Marcs Wildschweine, 1913
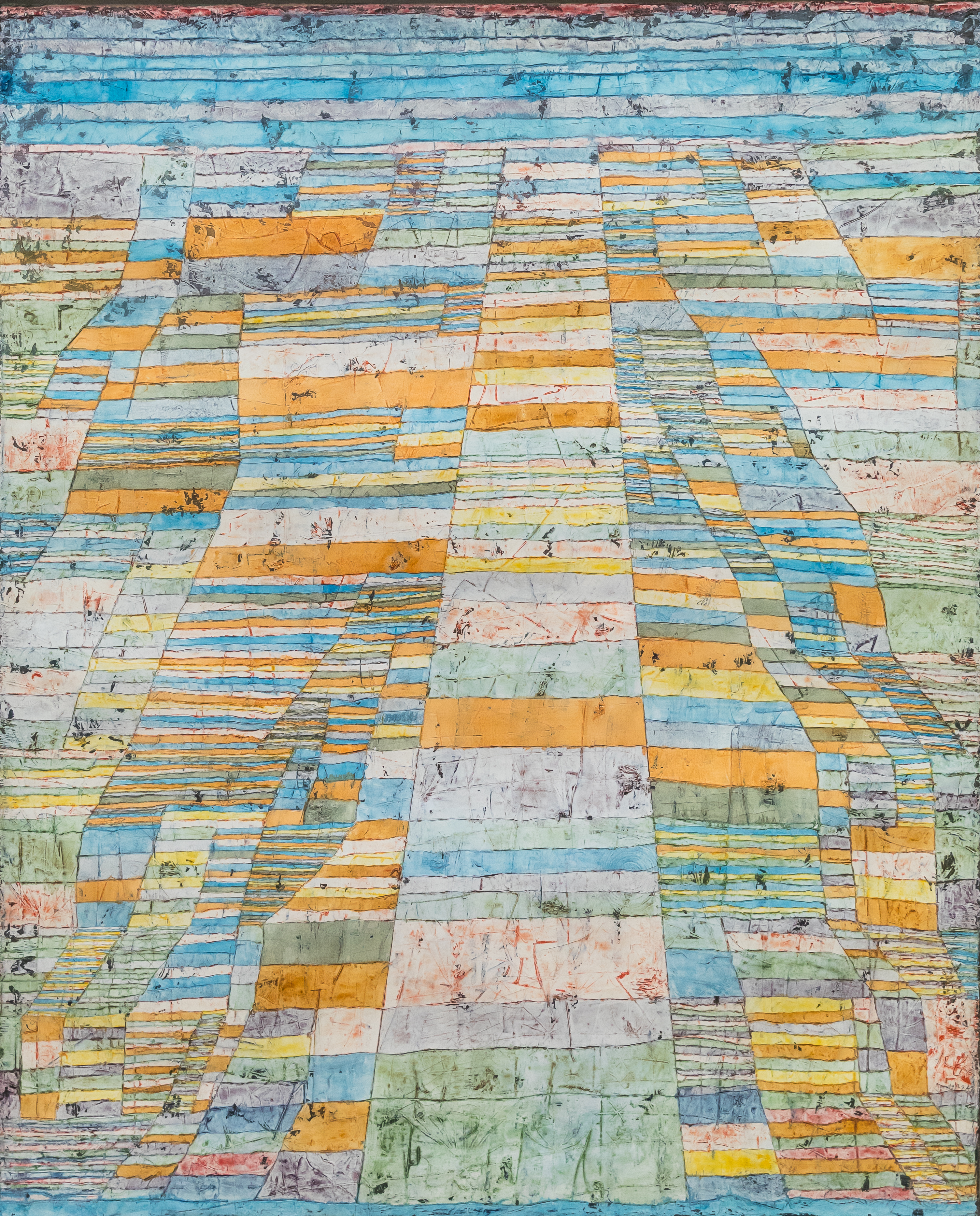
Paul Klees Hauptweg und Nebenwege, 1929
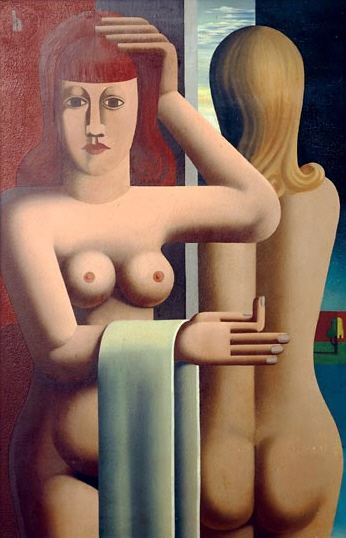
Heinrich Hoerles Zwei Frauen, 1930
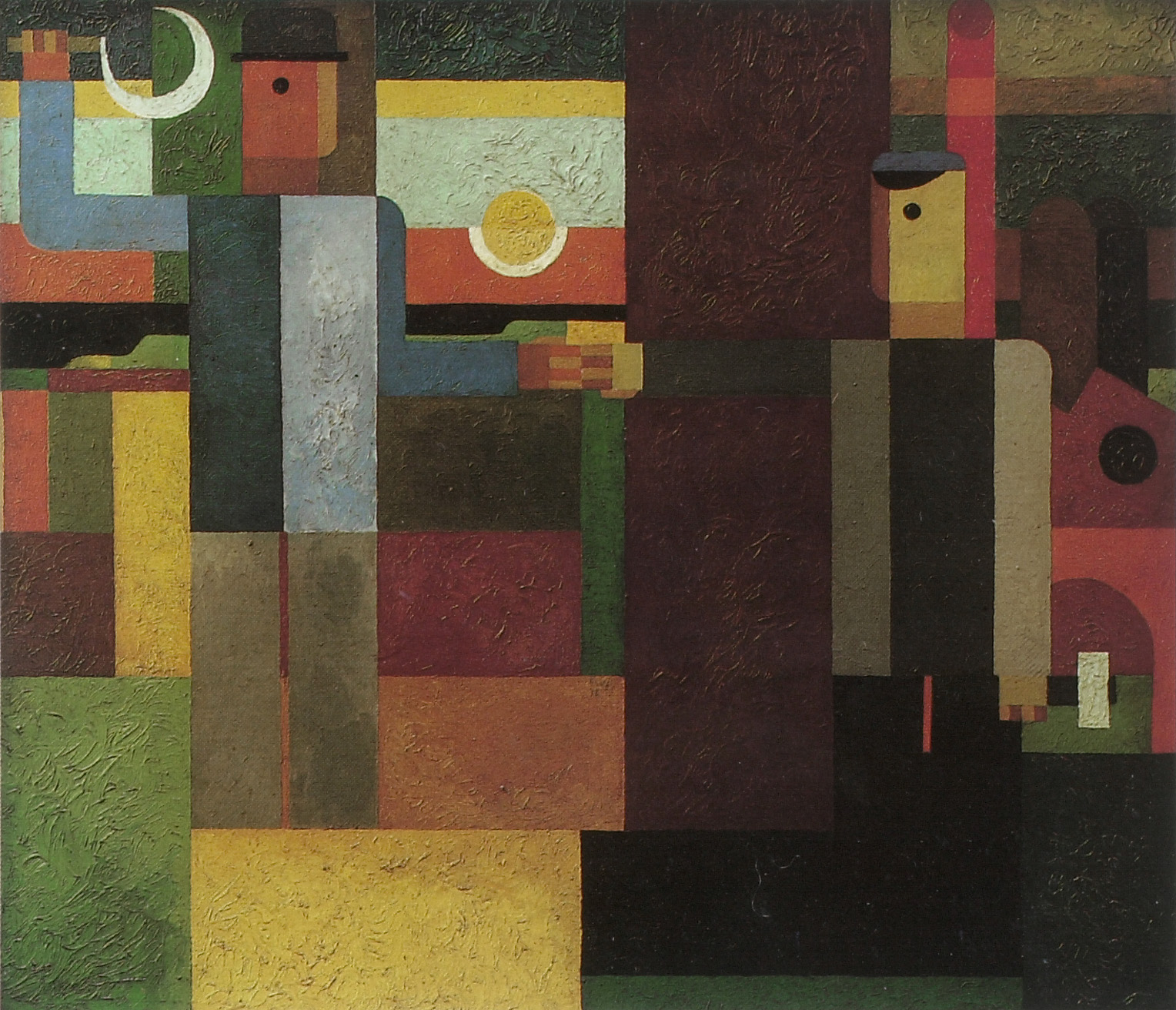
Franz Wilhelm Seiwerts Stadt und Land, 1932